# Mayawati

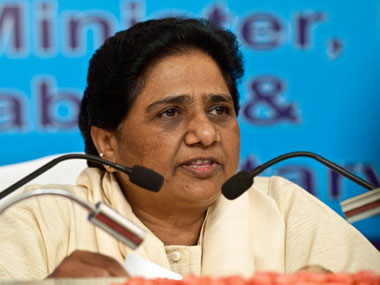
Mayawati, 2016

Mayawati (Hindi: मायावती, Māyāvatī; * 15. Januar 1956 in Delhi) ist eine indische Politikerin der Bahujan Samaj Party. Sie hatte 1995, 1997, 2002–2003 und 2007–2012 das Amt des Chief Ministers (Regierungschefs) von Uttar Pradesh, dem bevölkerungsreichsten Bundesstaat Indiens, inne. Sie führt mit einer Steuerleistung von Rs. 260.000.000 für das Jahr 2007/08 (entsprach damals etwa 6,6 Mio. €) die Liste der Einkommenssteuerzahler unter indischen Politikern an, was immer wieder auch die Frage aufwirft, wie sie zu ihrem Vermögen gekommen ist. Ihre Anhänger nennen sie gerne „Behenji“, unsere Schwester.

## Leben
Obwohl sie einer Dalit-Familie aus Delhi entstammt, genoss sie eine überdurchschnittliche Bildung und schloss mit einem Bachelor in Recht und einem Bachelor in Erziehung ab. Nach einer kurzen Karriere als Lehrerin und einer Ausbildung an der Verwaltungsakademie (Bharatiya Prashasanika Seva) wurde sie von Kanshi Ram in sein Team aufgenommen, der sie 2001 zu seiner Nachfolgerin als Führerin der von ihm gegründeten BSP ernannte, dem sie nach dessen Tod 2006 auch nachfolgte.

## Politik
In den Wahlen 2007 errang sie mit ihrer BSP die Mehrheit in Uttar Pradesh und wurde nun für eine längere Periode Chief Minister des Staates, nachdem sie schon zwischen 1995 und 2003 mehrmals jeweils für kurze Zeit mit wechselnden Koalitionen das Amt ausgeübt hatte.
Während sie ihren Anhängern als Kämpferin gegen die Korruption gilt, wird sie von Gegnern ebendieser beschuldigt. Allen Anfeindungen zum Trotz, unter anderem auch wegen der Errichtung von Denkmälern für Buddha und den Gründer des indischen Neobuddhismus Bhimrao Ramji Ambedkar gelang es Mayawati in den letzten Jahren ihre Popularität zu steigern.
In den Monaten vor der gesamtindischen Parlamentswahl 2009 wurde sie des Öfteren als die aufsteigende Leitfigur des dritten Lagers (neben Kongress und BJP) genannt. Mit einem mageren Gewinn von 2 Mandaten fiel die Wahl für Mayawati und ihre BSP sehr enttäuschend aus.
Bis Anfang 2010 errichtete Mayawati mehrere Standbilder und Statuen ihrer selbst und ihrer ehemaligen Mentoren im Gesamtwert von über 1 Mrd. US$. Ihre politischen Gegner warfen ihr im Gegenzug vor, sich selbst auf Kosten der Steuerzahler glorifizieren zu wollen. Nachdem die Monumente wiederholt Ziel von Sachbeschädigungen und Zerstörungen wurden, forderte Mayawati die Aufstellung einer polizeilichen Spezialeinheit zum Schutz der Denkmale. Die Kosten zur Gründung der Einheit wurden auf 11,6 Mio. US$ geschätzt, ihr jährlicher Unterhalt auf rund 3 Mio.US$. Das oberste indische Gericht untersagte die Errichtung weiterer Monumente, bis eine Prüfung der Rechtmäßigkeit ihrer Errichtung abgeschlossen ist.
Die Amtszeit von Mayawati endete am 7. März 2012, ihr Nachfolger ist Akhilesh Yadav von der Samajwadi Party, der seit dem 15. März 2012 im Amt ist.